# Ama il prossimo tuo come te stesso
Ama il prossimo tuo come te stesso è il primo album in studio da solista del cantautore italiano Manuel Agnelli, pubblicato il 30 settembre 2022.
L'album è stato inserito al terzo posto nella lista dei migliori album italiani dell'anno secondo Rolling Stone Italia.

## Descrizione
In un'intervista concessa a Sky TG24, il cantautore ha descritto il titolo dell'album:

## Tracce
Testi e musiche di Manuel Agnelli, eccetto dove indicato.
1. Tra mille anni mille anni fa – 2:44
2. Signorina mani avanti – 3:52
3. Proci – 3:33 (musica: Manuel Agnelli, Tommaso Colliva)
4. Milano con la peste – 4:47
5. Lo sposo sulla torta – 3:41
6. Severodonetsk – 4:50
7. Guerra e pop corn – 2:41
8. Pam pum pam – 2:36
9. La profondità degli abissi – 3:07
10. Ama il prossimo tuo come te stesso – 4:44

## Formazione
- Manuel Agnelli - voce, chitarre, chitarra acustica, pianoforte, percussioni, basso, batteria, drum machine, sintetizzatore
- Rodrigo D'Erasmo - violino, orchestrazioni, basso, sintetizzatore, timpani
- Francesco "Frankie Wah" Antinori - chitarre, synth bass, synth
- Daniele "DD" Ciuffreda - batteria
- Emma "Vaseline Kandinsky" Agnelli - voce in Lo sposo sulla torta
- Lorenzo Olgiati - chitarre in Milano con la peste
- Fabio Rondanini - batteria in La profondità degli abissi